# Actinoplagia koehleri
Actinoplagia koehleri là một loài ruồi trong họ Tachinidae.